# Liste der Naturschutzgebiete im Westerwaldkreis
Im rheinland-pfälzischen Westerwaldkreis gibt es 25 Naturschutzgebiete.
| Name                           | Bild | Kennung                  | Kreis           | Einzelheiten | Position | Fläche Hektar                                                          | Datum          |
| ------------------------------ | ---- | ------------------------ | --------------- | --- | -------- | ---------------------------------------------------------------------- | -------------- |
| Wacholderheide bei Westernohe  |      | 7143-001 WDPA: 82850     | Westerwaldkreis | Westernohe | ⊙        | 13,82                                                                  | 1967           |
| Haidenweiher                   |      | 7143-002 WDPA: 81800     | Westerwaldkreis | Steinebach an der Wied Feuchtgebiet mit Wasserflächen, Flachwasserzonen, Sumpfflächen und feuchten Grünlandflächen; seltene Pflanzen und Vögel | ⊙        | 34,26                                                                  | 1979           |
| Wölferlinger Weiher            |      | 7143-003 WDPA: 82936     | Westerwaldkreis | Wölferlingen Feuchtgebiet mit Wasserflächen, Flachwasserzonen, Sumpfflächen und feuchten Grünlandflächen; seltene Pflanzen und Vögel | ⊙        | 72,03                                                                  | 1976           |
| Tongrube Beckershaid           |      | 7143-004 WDPA: 82721     | Westerwaldkreis | Meudt Feuchtgebiet mit Wasserflächen, Flachwasserzonen und Feuchtländereien; seltene Amphibien und Reptilien | ⊙        | 28,98                                                                  | 1982           |
| Hartenberg/Steincheswiese      |      | 7143-006 WDPA: 163532    | Westerwaldkreis | Wallmerod, Molsberg Lebensraum bedrohter Tier- und Pflanzenarten | ⊙        | 15,21                                                                  | 1990           |
| Oberes Wiedtal                 |      | 7143-007 WDPA: 389959    | Westerwaldkreis | Wied (bei Hachenburg), Schenkelberg, Hattert, Höchstenbach, Hartenfels, Hachenburg Oberlauf der Wied als naturnaher Mittelgebirgsbach mit Biotoptypen wie Quellen, Bächen, Kleingewässern, Feuchtwiesen, Bruch-, Quell- und Bachuferwäldern | ⊙        | 203,64                                                                 | 2008           |
| Stelzenbachwiesen              |      | 7143-009 WDPA: 165728    | Westerwaldkreis | | ⊙        | 19,96                                                                  | 1984           |
| Steinbruch am Breiten Berg     |      | 7143-013 WDPA: 82625     | Westerwaldkreis | | ⊙        | 17,1                                                                   | 1983           |
| Bacher Lay                     |      | 7143-014 WDPA: 162315    | Westerwaldkreis | | ⊙        | 40,83                                                                  | 1996           |
| Fuchskaute (Naturschutzgebiet) |      | 7143-022 WDPA: 163164    | Westerwaldkreis | Auf dem Gebiet der Ortsgemeinde Willingen in der Verbandsgemeinde Rennerod. Direkt am NSG „Fuchskaute“ befindet sich der Gastronomiebetrieb „Fuchskaute Lodge“ der gleichnamigen GmbH, dessen Gebäuden der Siedlungsname „Fuchskauten“ [sic!] zugeordnet ist. Heideflächen. Standort seltener in ihrem Bestande bedrohter wildwachsender Pflanzen und Pflanzengesellschaften, Lebensraum bestandsbedrohter Tierarten. | ⊙        | gemäß Rechtsverordnung 40.16; gemäß Objektreport aus LANIS-RLP 40.2865 | Format invalid |
| Malberg                        |      | 7143-024 WDPA: 82138     | Westerwaldkreis | | ⊙        | 96,65                                                                  | 1961           |
| Spießweiher                    |      | 7143-025 WDPA: 82612     | Westerwaldkreis | | ⊙        | 14,99                                                                  | 1977           |
| Krombachtalsperre              |      | 7143-026 WDPA: 164261    | Westerwaldkreis | | ⊙        | 43,24                                                                  | 1981           |
| Eisenbachwiesen                |      | 7143-027 WDPA: 81594     | Westerwaldkreis | | ⊙        | 195,14                                                                 | 1978           |
| Brinkenweiher                  |      | 7143-029 WDPA: 81459     | Westerwaldkreis | | ⊙        | 55,91                                                                  | 1977           |
| Im Kumpf                       |      | 7143-033 WDPA: 163875    | Westerwaldkreis | | ⊙        | 5,12                                                                   | 1988           |
| Seebachtal                     |      | 7143-035 WDPA: 165536    | Westerwaldkreis | | ⊙        | 49,61                                                                  | 1987           |
| Irrlichtsweiher                |      | 7143-037 WDPA: 163924    | Westerwaldkreis | | ⊙        | 17,3                                                                   | 1990           |
| Hasenwiese                     |      | 7143-038 WDPA: 163547    | Westerwaldkreis | | ⊙        | 3,89                                                                   | 1986           |
| Dreifelder Weiher              |      | 7143-040 WDPA: 81555     | Westerwaldkreis | | ⊙        | 124,35                                                                 | 1979           |
| Nisteraue                      |      | 7143-041 WDPA: 164828    | Westerwaldkreis | | ⊙        | 19,04                                                                  | 1986           |
| Holzbachdurchbruch             |      | 7143-042 WDPA: 81925     | Westerwaldkreis | | ⊙        | 21,37                                                                  | 1961           |
| Wiedaue bei Borod              |      | 7143-043 WDPA: 82908     | Westerwaldkreis | | ⊙        | 9,35                                                                   | 1981           |
| Breitenbachtalsperre           |      | 7143-044 WDPA: 162550    | Westerwaldkreis | | ⊙        | 49,39                                                                  | 1988           |
| Schimmelsbachtal               |      | 7143-046 WDPA: 165393    | Westerwaldkreis | | ⊙        | 75,33                                                                  | 1990           |
| Holzbachtal                    |      | 7143-048 WDPA: 163780    | Westerwaldkreis | | ⊙        | 45,55                                                                  | 1990           |
| Quellgebiet Enspeler Bach      |      | 7143-049 WDPA: 555546380 | Westerwaldkreis | | ⊙        | 198,16                                                                 | 2010           |
| Legende für Naturschutzgebiet  |      |                          |                 | |          |                                                                        |                |